# Magistralni put 36
Die Magistralni put 36 ist eine Staatsstraße in Serbien. Sie beginnt in Paraćin an der Autoput A1 und führt in östlicher Richtung über Boljevac und Zaječar bis nach Vrška Čuka an der serbisch-bulgarischen Grenze. In Bulgarien wird sie durch die Straße II-14 nach Widin fortgesetzt. Die Straße ist bis Zaječar Teil der Europastraße E761.

## Planungen
In Zukunft soll parallel zur Staatsstraße die Schnellstraße Motoput M16 gebaut werden, die die Straße erheblich entlasten wird. An einigen Stellen soll die Staatsstraße direkt als Schnellstraße ausgebaut werden.